# Goadby Marwood
Goadby Marwood är en by i civil parish Eaton, i distriktet Melton, i grevskapet Leicestershire i England. Byn är belägen 7 km från Melton Mowbray. Goadby Marwood var en civil parish fram till 1936 när blev den en del av Eaton. Civil parish hade 144 invånare år 1931. Byn nämndes i Domedagsboken (Domesday Book) år 1086, och kallades då Golt/Goutebi.